# Gold Diggers of '49
Pour plus de détails, voir Fiche technique et Distribution.
Gold Diggers of '49 est un cartoon Looney Tunes réalisé par Tex Avery en 1935, qui met en scène Porky Pig et le chat Beans.

## Synopsis
En 1849, durant le temps des ruées vers l'or en Amérique. La chatte Little Kitty, qui sort de faire ses courses, lit le bulletin d'information placardé sur le mur de la baraque du journal Bugle de Goldencity. Elle y apprend, avec d'autres badauds, que le chat noir Beans a découvert un filon d'or dans les montagnes de Red Gulch. Elle se précipite annoncer la nouvelle et la faire lire à Porky Pig (elle a acheté un exemplaire du journal), alors qu'il vient d'avaler en une bouchée un méga-sandwich qu'il s'est composé. 
Le plan suivant montre la montagne littéralement coupée en deux par Beans, qui continue à creuser pour exploiter le filon. Il prend un bouton de sa chemise et l'introduit dans une fente d'un jackpot encastré dans la montagne qu'il a mis au jour, puis tourne une branche et accueille dans son chapeau un torrent de pièces (illustration au pied de la lettre de l'idée que la montagne représente un véritable jackpot). Il arrive monté dans la ville puis entre au saloon pour crier qu'il a trouvé de l'or. Tout le monde court dehors et sautent sur leur monture, sauf le dernier (un hippopotame) qui rate son saut... et c'est sa monture qui monte sur son dos. Beans continu d'alerter les habitants : un chien qui prenait un bain, prévenu, court en tenant sa baignoire ; deux Chinois d'une blanchisserie partent en pousse-pousse ; un quatuor Barbershop qui chantaient se précipitent aussi, mais reviennent brutalement pour terminer le chœur avant de repartir tout aussi vite ; enfin, Kitty et Porky sont aussi informés. Porky revient en tenue de prospecteur et se met en chasse lui aussi. Beans le suit, revient pour embrasser sa chère Kitty, repart et accompagne Porky en voiture.            
La voiture polluante dépasse le pousse-pousse des Chinois, les enfume. Comme souvent dans les films de la Warner Bros., les personnes ainsi recouvertes de poussière de carbone deviennent des Noirs, et changent de voix (qui passent d'un ton haut perché à un ton de baryton). Porky commence à creuser après avoir poussé un cri de joie, les deux Chinois creusent dos à dos, Beans le chat creuse aussi. Porky trouve une pépite d'or qu'il met dans sa poche. Il fouille son trou à la recherche d'une autre, mais son bras ressort par un autre trou et vient fouiller... dans sa poche où il a placé la pépite. Il croit avoir trouvé une autre pépite d'or. Soudain, Beans dit qu'il a trouvé un trésor au fond de son trou. Porky lui lance une corde pour sortir Beans et son trésor, qui se présente sous la forme d'un coffre. Ils n'y trouvent qu'un petit manuel pour trouver... de l'or, où il est seulement marqué à l'intérieur : « Creuse pour en trouver ! ».  
Au loin, un voleur armé d'un étrange fusil lanceur de lasso repère le sac de Porky à l'aide de sa paire de jumelles. Il tire et le lasso, rembobiné comme du fil à pêche, ramène le sac que le bandit capture dans un filet. Porky demande à Beans d'aller le lui reprendre. Le bandit s'échappe à cheval à travers la route sinueuse de la montagne, poursuivi par le chat dans la voiture. Le voleur se voit déjà riche et roulant dans une limousine interminablement longue avec chaufeur, tandis que Beans lui taille son chapeau en pièces à coup de balles. Le bandit se retrouve avec un tout petit chapeau sur la tête. Beans vise ensuite son arrière-train, lui découpe une ouverture dans le pantalon. Le pan tombe, découvrant le subterfuge : le bandit cachait un baquet en acier dessous !         
Beans passe alors du révolver au fusil à deux coups, mais le bandit réplique avec deux pistolets et fait des moulinets avec. Beans se baisse sous les groupes de balles, et tire à son tour, avec un énorme effet de recul à chaque fois : sa voiture va à reculons. Puis elle s'arrête par manque de carburant. Beans la remplit d'alcool frelaté. La voiture devient un bolide qui bouscule et fait voler le bandit dans les airs, puis revient en roulant contre la paroi incurvée d'une montagne. Beans récupère au passage le bandit dans sa voiture. La voiture roule à nouveau sur une paroi et récupère cette fois le sac, puis continue et attrape Porky qui se morfondait. Tout ce monde arrive en trombe dans la ville ; la voiture folle fait tourner Kitty sur elle-même au passage, et l'automobile finit écrasée contre une barrière. Beans rend le sac présumé plein d'or à un Porky reconnaissant. Mais en réalité, le sac contenait le repas de Porky ! Ce dernier le dévore en quelques secondes, puis sourit de contentement.

## Fiche technique
- Réalisateur : Tex Avery (comme Fred Avery)
- Producteur : Leon Schlesinger (Leon Schlesinger Studios)
- Musique : Bernard B. Brown (comme Bernard Brown), Norman Spencer (non crédité)
- Son : Bernard B. Brown superviseur son (non crédité) et Treg Brown : effets sonores  (non crédités)
- Montage : Treg Brown (non crédité)
- Distributions :
  - Warner Bros. (1935) (cinéma)
  - Warner Bros. Television (USA) (TV)
  - Warner Home Video (2006) (USA) (DVD)
  - Warner Home Video (2007) (USA) (DVD)
- Durée : 8 minutes
- Son : mono
- Format : 1,37 : 1, noir et blanc, 35 mm
- Date de sortie : États-Unis : 2 novembre 1935
- Langue originale : anglais

## Distribution
Voix
- Billy Bletcher : Beans (non crédités)
- Joe Dougherty : Porky Pig (non crédités)
- Bernice Hansen : Little Kitty (non crédités)

## Animation
- Robert Clampett : animateur (comme Bob Clampett)
- Chuck Jones : animateur (comme Charles Jones)
- Robert Cannon : assistant animateur (non crédité)
- Virgil Ross  : animateur (non crédité)
- Sidney Sutherland : animateur (non crédité)

## Chansons
- You're the Flower of My Heart, Sweet Adeline (1903) (non crédité)

Musique par Harry Armstrong, paroles de Richard H. Gerard.
La chanson est chantée par un quatuor.
- Rural Rhythm (non crédité)

Musique par Dick Sanford et Frank Weldon.
La chanson est jouée durant le générique de début et establishing shots, puis quand Kitty parle de Beans à Porky, quand Porky jette une corde à Beans et enfin quand Beans rend le sac à Porky.
- Western Scene (non crédité)

Musique par J.S. Zamecnik.
La chanson est jouée quand Beans rentre en ville pour annoncer qu'il a découvert de l'or,
quand la foule se précipite hors de la ville et quand Beans raconte à Kitty sa découverte de l'or. 

## À propos du film
- C'est la seconde apparition de Porky Pig dans un dessin animé, toujours aussi replet, mais cette fois-ci sous la forme d'un adulte.
- C'est Beans le chat qui présente la fin du générique.